# Peter Axelsson (programledare)
Peter Axelsson, född 1974 i Nyköping är en svensk kommunikatör, tidigare journalist och programledare. Han har en bakgrund inom bibliotekssektorn och SVT.

## Biografi

### Privatliv
Axelsson kommer ursprungligen från Nyköping och bor i Täby med sin sambo och deras tre barn.

### Karriär

#### Medieverksamhet
Axelsson arbetade som programledare och sportjournalist på SVT. Han var Bland annat  profilerad i nyhetsprogrammet Lilla Aktuellt tillsammans med Zian Zandi.

#### Biblioteks- och kommunikationskarriär
År 2000–2011 var Axelsson informationschef på Svensk biblioteksförening, där han bland annat ledde kampanjen Library Lovers som belönades som "Årets kampanj" vid Stockholm Media Award 2009. År 2014 anställdes han som kommunikationsstrateg vid Kungliga biblioteket, med ansvar för både intern och extern kommunikation samt ingående i myndighetens ledningsgrupp. Han tillträdde tjänsten den 7 april 2014.
I samband med utvecklingen av länsbiblioteksverksamheten har Axelsson betonat vikten av att rikta insatser även mot föräldrar – inte bara barn – för att främja biblioteksbesök. Han har till exempel lyft detta perspektiv i samband med rapporter om minskad utlåning bland vuxna i Sörmland.